# Tonica (Illinois)
Tonica és una vila dels Estats Units a l'estat d'Illinois. Segons el cens del 2000 tenia 685 habitants.

## Demografia
Segons el cens del 2000, Tonica tenia 685 habitants, 292 habitatges, i 193 famílies. La densitat de població era de 194,5 habitants/km².
Dels 292 habitatges en un 26,7% hi vivien nens de menys de 18 anys, en un 54,5% hi vivien parelles casades, en un 6,8% dones solteres, i en un 33,6% no eren unitats familiars. En el 30,8% dels habitatges hi vivien persones soles el 20,9% de les quals corresponia a persones de 65 anys o més que vivien soles. El nombre mitjà de persones vivint en cada habitatge era de 2,35 i el nombre mitjà de persones que vivien en cada família era de 2,91.
Per edats la població es repartia de la següent manera: un 22,8% tenia menys de 18 anys, un 8% entre 18 i 24, un 24,8% entre 25 i 44, un 20,4% de 45 a 60 i un 23,9% 65 anys o més.
L'edat mediana era de 41 anys. Per cada 100 dones de 18 o més anys hi havia 92,4 homes.
La renda mediana per habitatge era de 38.333 $ i la renda mediana per família de 46.111 $. Els homes tenien una renda mediana de 40.313 $ mentre que les dones 20.833 $. La renda per capita de la població era de 22.484 $. Aproximadament el 4% de les famílies i el 5,3% de la població estaven per davall del llindar de pobresa.

## Poblacions properes
El següent diagrama mostra les poblacions més properes.